# Proserpinicaris gorganensis
Proserpinicaris gorganensis is een eenoogkreeftjessoort uit de familie van de Parastenocarididae. De wetenschappelijke naam van de soort is voor het eerst geldig gepubliceerd in 1990 door Kovalchuk & Kovalchuk.